# 佩奇瓦勞德

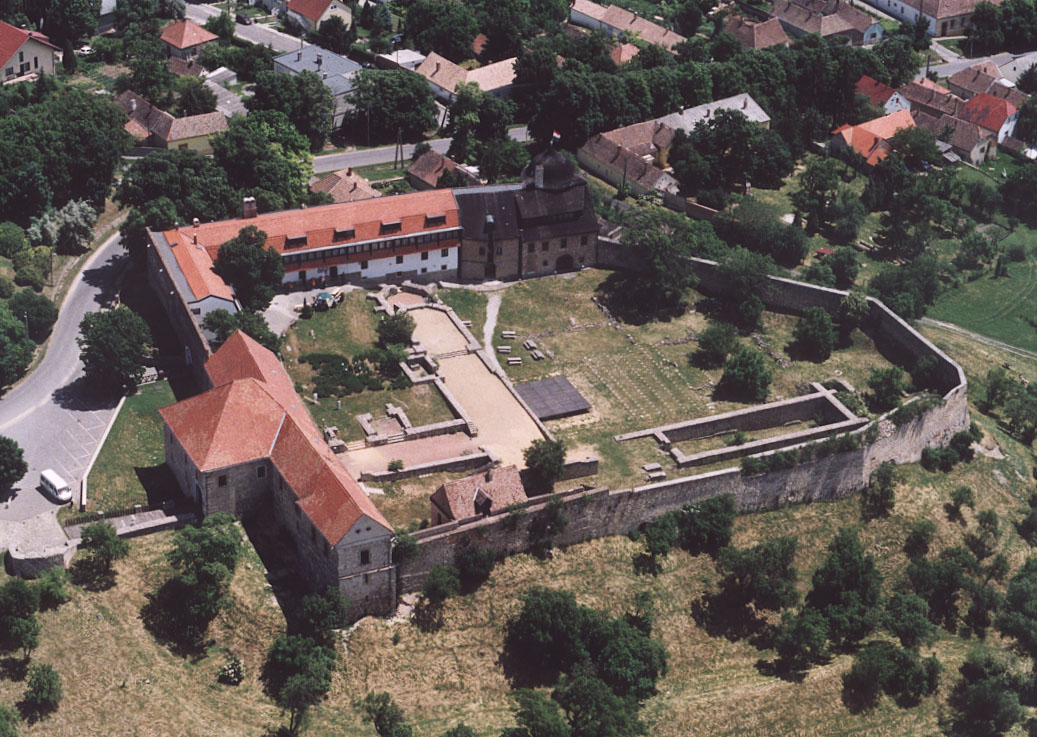

佩奇瓦勞德（匈牙利語：Pécsvárad，發音：[ˈpeːt͡ʃvaːrɒd]）是匈牙利巴蘭尼亞州的城鎮，位於該國南部，毗鄰州府佩奇19公里，面積36.03平方公里，2011年人口4,042，其中約八成居民信奉天主教。

## 友好城市
- 德国 屈尔斯海姆
- 奥地利 豪斯曼施特滕
- 斯洛伐克 赫龙河畔尤尔

## 外部連結
- Aerial photography: Pécsvárad （页面存档备份，存于）